# 末日山

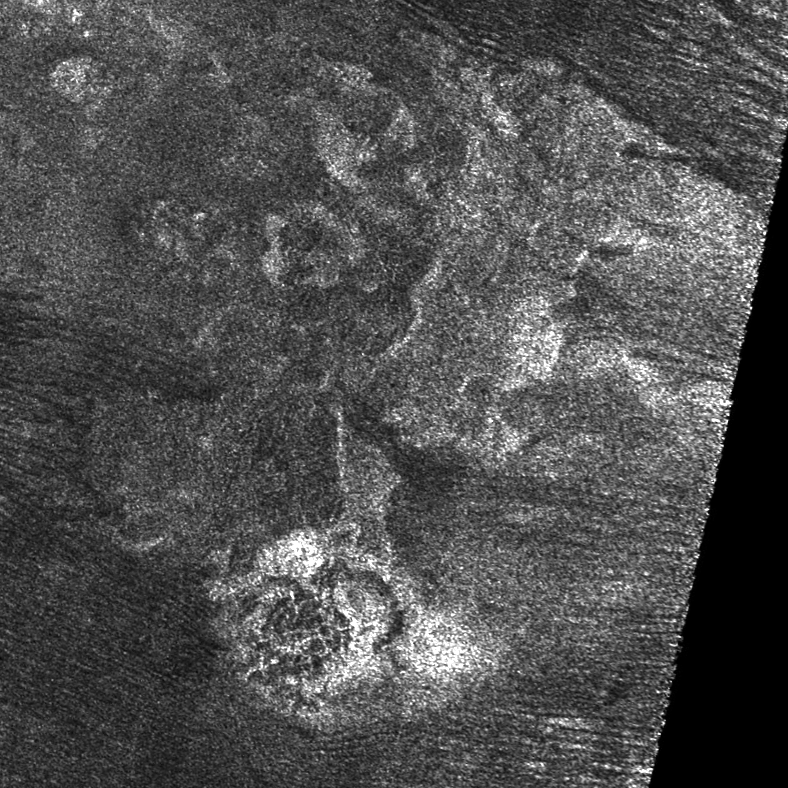
2007年，卡西尼号拍摄的末日山与坍塌特征索特拉光斑和流体特征目醯尼熔岩流（Mohini Fluctus）雷达成像图，后者部分被沙丘覆盖。

末日山（Doom Mons）是土星最大的卫星-土卫六上一座被推定的冰火山及同名山峰，由“卡西尼-惠更斯号”探测器于2005年所发现。它高约4757英尺（1450米），为土卫六上体积最大的山脉，也是太阳系中最高的山脉之一。2012年被正式命名。

## 在星球上的位置
末日山坐落在土卫六南半球南纬14-15度、西经40-41度之间，位于阿兹特兰黑暗陆地区，可能与更辽阔的香格里拉黑暗区相连，并毗邻深达1.7公里（1.1英里）的冰火山臼—索特拉光斑。一道似乎发源于末日山的明亮叶状流体特征—目醯尼熔岩流（Mohini Fluctus），绵延伸向东北，全长超过200公里。它部分被沙丘覆盖，包括在可看的末端处，表明它大约有数十米厚。而东北偏北方约470公里（290英里）则坐落了另一座推测的冰火山特征-直径40公里（25英里），高度超过1公里（0.62英里）的孤山，在它的北面和东部也分布有叶状流地貌。

## 特征和高度
从2005年开始，卡西尼-惠更斯号探测器的发现揭示出土卫六表面大致光滑，并有一些明显的异常。许多土卫六“山脉”只不过是小山丘而已，但其中也有一些高达数百米。末日山目前被认为可能是土卫六上最大的山脉，且同名山峰也为最高山峰之一。土卫六上最高峰的称号被认为是由土卫六米斯林山脉所拥有，它可能形成于全球性收缩。末日山则可能是一座巨大的双峰冰火山，高出周围相对平坦的平原1.45公里（0.9英里），在它西侧有一处500-600米深的凹坑，其中还包含了一座400米深的圆形凹坑，而东面则是索特拉光斑。
末日山常年受到由液体甲烷和乙烷、碳氢化合物尘埃、有机烟雾和托林雾霾等所构成的风、雨和雪的不断侵袭。然而，末日山的顶峰及水冰冰盖似乎非常清晰。它的表面特征在不断变化，并可能会因地下咸海的影响而加剧。另一方面，土卫六南极永久性飓风的不断侵蚀，也阻止了山脉的进一步增高。据信，末日山总宽度约60公里（37英里）。2006年12月，在加利福尼亚旧金山举行的美国地球物理联盟会议上，卡西尼-惠更斯号探测器操控人员之一，亚利桑那大学的罗伯特·布朗对末日山作了如下描述：
“该山脉的高度足以产生出延伸至卫星上很远地方的云带，你可以称它为土卫六锯齿山，附近似乎有几座更小的山脉，还有一处圆形特征（瓜博尼托撞击坑），可能是一座古老小行星撞击形成的陨石坑，其强度足以穿透土卫六的外壳。我推测这些山丘可能是撞击后沿地壳裂缝渗出的一系列火山”。

## 命名
末日山取名自欧洛都因，一座约.罗.鲁.托尔金虚构的中土大陆世界中的末日火山，最出名的是在《指环王》一书中。天文学联合会行星系命名工作组根据天体命名规则，将土卫六上的山脉均以托尔金作品中的山脉来命名。土卫六上以托尔金的作品命名的其它山丘或山脉还有孤山、爱兰萨加山脉、明多陆安山脉、迷雾山脉、米斯林山脉和泰尼魁提尔山脉。2012年11月13日，土卫六上的这座山脉被正式命名为末日山。

## 小说
巧合的是，在《指环王》出版之前，就已出现了一座名为“末日山”的虚构土卫六山脉—1935年科幻小说《飞行在土卫六上》中的一处重要场景。这是美国科幻作家斯坦利·格劳曼·温鲍姆广受赞誉的《行星系列》丛书中土卫六部分的一处地点之一。故事中末日山被称为“死亡之山”，或“地狱之山”，居住着一些充满敌意的本土野生动物，如“冰蚁”、“鞭击树”、“翼手龙般的“刀风筝”和诱发催眠的“巨大土卫六洞穴线虫”。这里的气候被描述为类似北极圈，不断受到呼啸的刺骨风暴和飓风的袭击。